# Salaparuta
Salaparuta is een gemeente in de Italiaanse provincie Trapani (regio Sicilië) en telt 1769 inwoners (31-12-2004). De oppervlakte bedraagt 41,7 km², de bevolkingsdichtheid is 42 inwoners per km².

## Demografie
Salaparuta telt ongeveer 694 huishoudens. Het aantal inwoners daalde in de periode 1991-2001 met 2,9% volgens cijfers uit de tienjaarlijkse volkstellingen van ISTAT.
| Jaar | Inwoneraantal |
| ---- | ------------- |
| 1991 | 1889          |
| 2001 | 1835          |

## Geografie
De gemeente ligt op ongeveer 171 m boven zeeniveau.
Salaparuta grenst aan de volgende gemeenten: Contessa Entellina (PA), Gibellina, Montevago (AG), Partanna, Poggioreale, Santa Margherita di Belice (AG), Santa Ninfa.
Alcamo · Buseto Palizzolo · Calatafimi-Segesta · Campobello di Mazara · Castellammare del Golfo · Castelvetrano · Custonaci · Erice · Favignana · Gibellina · Marsala · Mazara del Vallo · Paceco · Pantelleria · Partanna · Petrosino · Poggioreale · Salaparuta · Salemi · San Vito Lo Capo · Santa Ninfa · Trapani · Valderice · Vita
1. ↑  https://demo.istat.it/?l=it.